# فرودگاه لمبو
فرودگاه لمبو (به انگلیسی: Lombo Airport) یک فرودگاه است . این فرودگاه در کشور جمهوری دموکراتیک کنگو قرار دارد .